# Saint-Mars-la-Brière
Saint-Mars-la-Brière ist eine französische Gemeinde im Département Sarthe in der Region Pays de la Loire. Sie gehört zum Arrondissement Mamers und zum Kanton Savigné-l’Évêque (bis 2015: Kanton Montfort-le-Gesnois). Am 1. Januar 2022 hatte die Gemeinde 2.712 Einwohner, die Briérois genannt werden.

## Geografie
Saint-Mars-la-Brière liegt etwa 15 Kilometer östlich von Le Mans am Fluss Huisne. Umgeben wird Saint-Mars-la-Brière von den Nachbargemeinden Saint-Corneille im Norden, Montfort-le-Gesnois im Nordosten, Soulitré im Osten, Ardenay-sur-Mérize im Südosten, Parigné-l’Évêque im Süden, Changé im Südwesten, Champagné im Westen sowie Fatines im Nordwesten.
Der Bahnhof von Saint-Mars-la-Brière liegt an der Bahnstrecke Paris–Brest. Durch die Gemeinde führen die Autoroute A11 sowie die früheren Routes nationales 23 (heutige D323) und 157 (heutige D357).

## Bevölkerungsentwicklung
| 1962 | 1968 | 1975 | 1982 | 1990 | 1999 | 2006 | 2012 | 2020 |
| ---- | ---- | ---- | ---- | ---- | ---- | ---- | ---- | ---- |
| 1587 | 1743 | 1915 | 2157 | 2271 | 2360 | 2389 | 2510 | 2698 |

## Sehenswürdigkeiten
- Kirche Saint-Médard aus dem 16. Jahrhundert
- Kapelle Saint-Denis-du-Tertre aus dem 11. und 17. Jahrhundert
- Schloss Saint-Mars
- Archäologische Grabungsstätte einer prähistorischen Siedlung

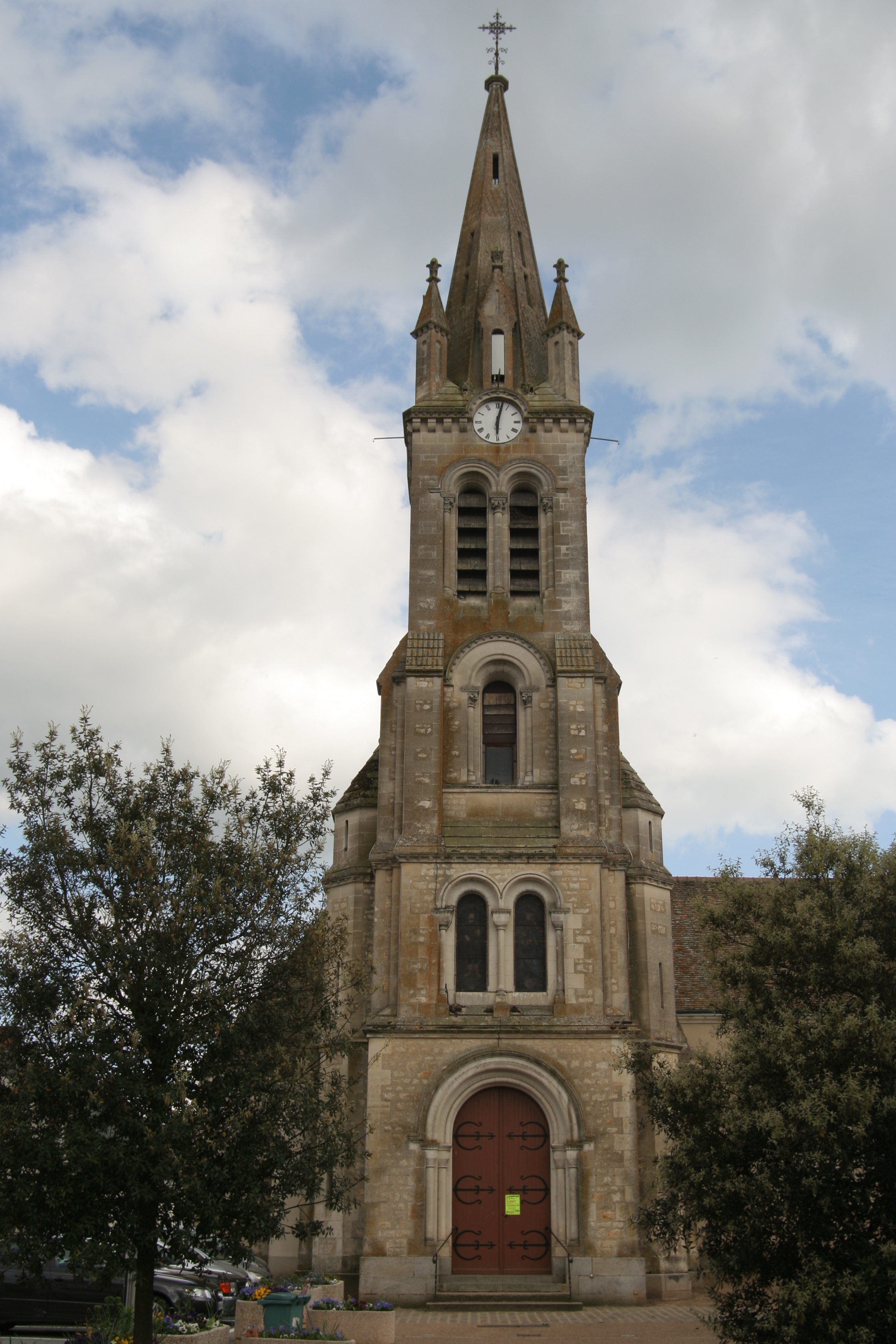
Kirche Saint-Médard
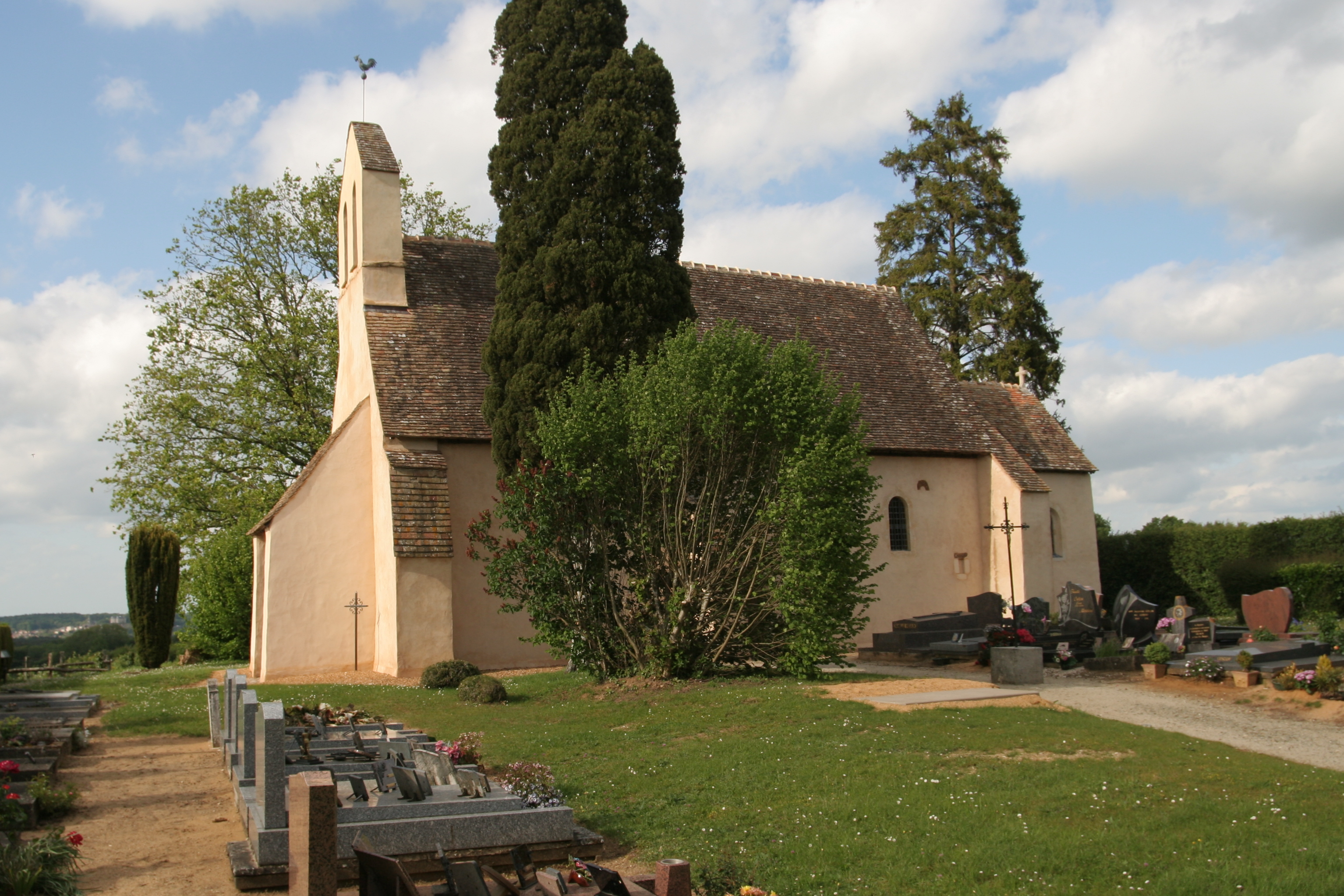
Kapelle Saint-Denis-du-Tertre
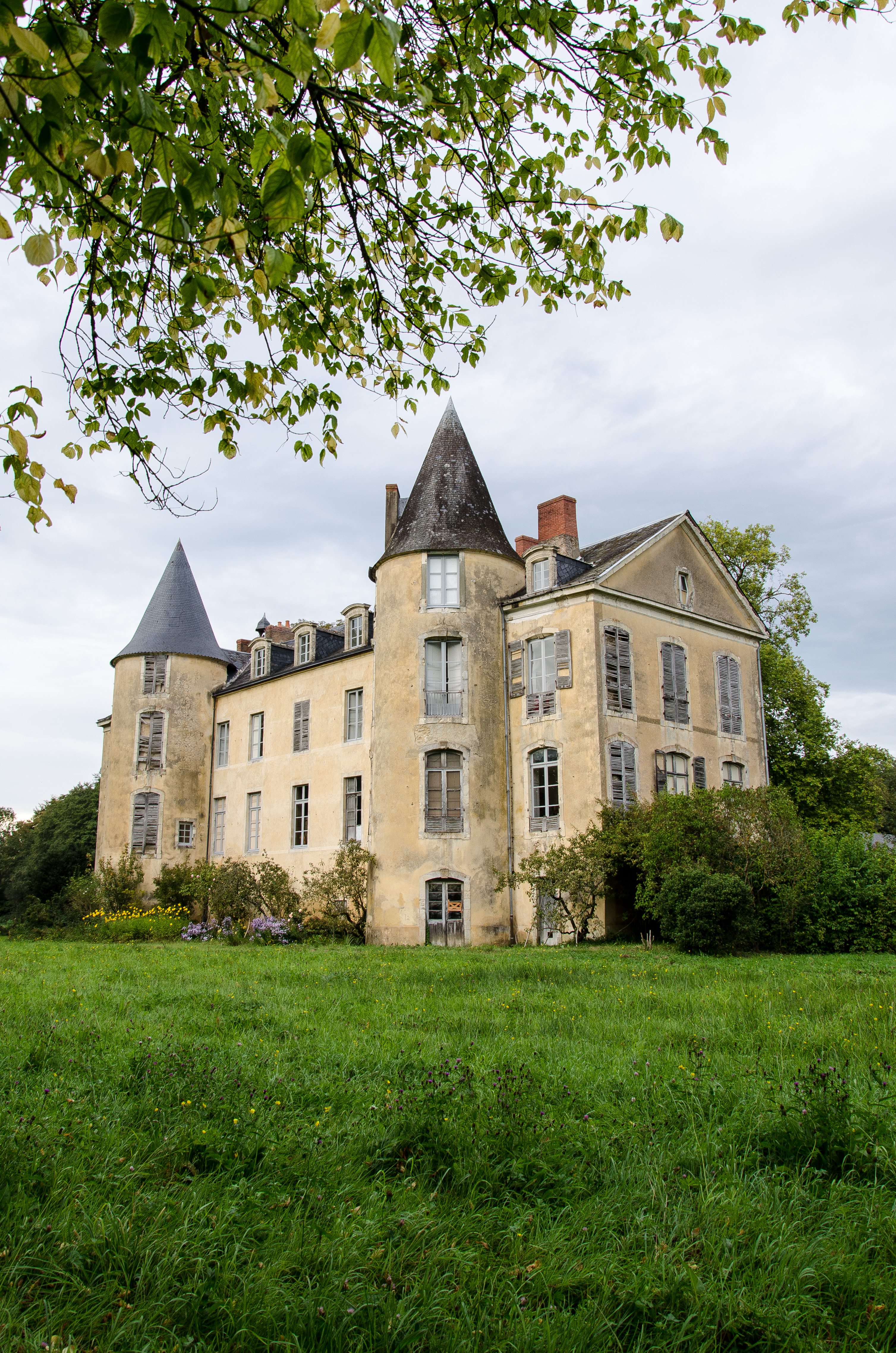
Schloss Saint-Mars